# Dongshangen (sockenhuvudort i Kina, Liaoning Sheng, lat 40,38, long 119,77)
Dongshangen (kinesiska: 东山根, 秋子沟乡) är en sockenhuvudort i Kina. Den ligger i provinsen Liaoning, i den nordöstra delen av landet, omkring 340 kilometer sydväst om provinshuvudstaden Shenyang. Antalet invånare är 9 505. Befolkningen består av 4 629 kvinnor och 4 876 män. Barn under 15 år utgör 15,0 %, vuxna 15-64 år 73 %, och äldre över 65 år 10,0 %.
Runt Dongshangen är det tätbefolkat, med 266 invånare per kvadratkilometer. Närmaste större samhälle är Jiabeiyan, 6,1 km sydväst om Dongshangen. Trakten runt Dongshangen består i huvudsak av gräsmarker.
Genomsnittlig årsnederbörd är 835 millimeter. Den regnigaste månaden är juli, med i genomsnitt 208 mm nederbörd, och den torraste är januari, med 3 mm nederbörd.